# Стародубцев Василь Олександрович
Стародубцев Василь Олександрович (рос. Васи́лий Алекса́ндрович Староду́бцев; 25 грудня 1931, село Воловчик, Центрально-Чорноземна область, тепер Воловського району Липецької області, Російська Федерація — 30 грудня 2011, місто Новомосковськ Тульської області, Російська Федерація) — радянський і російський, губернатор Тульської області. Народний депутат СРСР (1989—1991). Депутат Ради Федерації Федеральних Зборів Російської Федерації 1-го та 4-го скликання, депутат Державної Думи Федеральних Зборів Російської Федерації 5-6-го скликань. Член ЦК КПРС у 1990—1991 роках. Кандидат сільськогосподарських наук (1973), член-кореспондент Російської академії сільськогосподарських наук (1988), дійсний член Міжнародної академії інформаційних процесів і технологій. Герой Соціалістичної Праці (23.12.1976).

## Життєпис
Народився у селянській родині. Трудову діяльність розпочав у 1947 році рядовим колгоспником, пізніше працював причіпником, а згодом став бригадиром колгоспу Воловського району Липецької області. З 1949 року — вантажник, госпдесятник, товарознавець будівельно-монтажного управління № 22 «Особбуд» у місті Жуковському Московської області, одночасно навчався на льотних курсах в аероклубі. У 1951 році призваний до лав Збройних сил СРСР, у 1951—1955 роках проходив службу в частинах військової авіації, літав бортмеханіком на бойових літаках, звільнений у запас у званні молодшого лейтенанта.
З 1955 року — навалокріпильник, механік-машиніст гірничих машин на шахті № 36 тресту «Сталіногорськвугілля» в місті Сталіногорську (Новомосковську) Тульської області.
У 1959—1965 роках навчався у Воронезькому сільськогосподарському інституті, здобув спеціальність «вчений агроном—економіст». У 1966 році закінчив Всесоюзний сільськогосподарський інститут заочної освіти за спеціальністю «економіка та організація сільського господарства».
Член КПРС з 1960 року.
У 1964—1977 роках — голова колгоспу імені Леніна Новомосковського району Тульської області. У 1977—1987 роках — голова племзаводу—колгоспу імені Леніна Новомосковського району. У 1987—1997 роках — голова агропромислового об'єднання «Новомосковське» Новомосковського району Тульської області.
Одночасно в 1986—1991 роках — голова Всеросійської ради колгоспів. У квітні 1990 року був обраний головою Спілки аграрників РРФСР.
З червня 1990 по серпень 1991 року — голова Селянського союзу СРСР.
Під час виборчої кампанії 1991 року був довіреною особою кандидата у президенти голови Ради міністрів СРСР Миколи Рижкова. У липні 1991 року підписав звернення «Слово до народу».
З 18 по 21 серпня 1991 року — член Державного комітету з надзвичайного стану (ДКНС); на цій посаді готував проект Указу Комітету «Про порятунок урожаю». Після провалу і саморозпуску комітету Стародубцеву було офіційно пред'явлено обвинувачення за статтею 64 Кримінального Кодексу РРФСР (зрада Батьківщині) як учаснику спроби державного перевороту. 22 серпня 1991 року Президія Верховної Ради СРСР дала згоду на притягнення до кримінальної відповідальності та арешт Стародубцева. Наступного дня він був заарештований і перебував у СІЗО «Матроська тиша» у Москві. 2 січня 1992 року депутатські повноваження Стародубцева були припинені через розпад СРСР. У червні 1992 року Стародубцев звільнений з-під варти за станом здоров'я під підписку про невиїзд з місця проживання (інші члени ДКНС були звільнені лише в січні 1993 року), повернувся на колишню роботу до очолюваного ним раніше Аграрного (Агропромислового) союзу Росії; деякий час керував Селянським союзом СНД. Один із ініціаторів створення Аграрної партії Росії.
У 1993—1995 роках — депутат Ради Федерації Федеральних Зборів Російської Федерації. Член ЦК КПРФ з 1995 року.
31 березня 1997 — 29 квітня 2005 року — глава адміністрації (губернатор) Тульської області. Одночасно з 1996 по 2001 рік — член Ради Федерації Федеральних Зборів Російської Федерації.
У 2007 році був обраний депутатом Державної Думи п'ятого скликання за списком Комуністичної партії Російської Федерації у Тульській області. Працював членом Комітету Державної Думи Росії з аграрних питань, а також заступником голови Комісії Державної Думи РФ з мандатних питань та питань депутатської етики. У 2011 році також, за списком Комуністичної партії Російської Федерації по Тульській області, обраний депутатом Державної Думи РФ шостого скликання.
Помер 30 грудня 2011 року о 4:30 ранку в Новомосковській міській лікарні, куди був госпіталізований напередодні із серцевим нападом.

## Нагороди і звання
- Герой Соціалістичної Праці (23.12.1976)
- три ордени Леніна (6.09.1973, 23.12.1976, 29.08.1986)
- орден Жовтневої Революції (8.04.1971)
- орден «Знак Пошани» (31.12.1965)
- Державна премія СРСР (1979)
- орден Пошани (Молдова)  (29.07.2004)
- орден Святого благовірного князя Данила Московського ІІ ст.
- Орден Преподобного Сергія Радонезького II ст.
- золотий знак «Гірник Росії»
- медалі
- почесний громадянин Тульської області (.12.2011)
- почесний громадянин міста Новомосковська (2000)
- Подяка Президента Російської Федерації (25.12.2001)